# 1427 en santé et médecine
| Années de la santé et de la médecine : 1424 - 1425 - 1426 - 1427 - 1428 - 1429 - 1430    |
| Décennies de la santé et de la médecine : 1390 - 1400 - 1410 - 1420 - 1430 - 1440 - 1450 |

Cet article présente les faits marquants de l'année 1427 en santé et médecine.

## Événements
- À Hérat, au Khorassan, les médecins Mowlânâ Shams al-Din Mohammad Adam et Mowlânâ Nezâm al-Din Shirâzi Ṭabib soignent avec succès Baysonghor, fils de Shahrokh et petit-fils de Tamerlan[1].
- Fondation de l'Hospitale unum magnum et universale, aujourd'hui hôpital civil (it) de Brescia, en Lombardie[2].
- On compte au moins quatre cents enfants abandonnés dans les hôpitaux de San Gallo et de la Scala à Florence[3].
- Avant 1427 : destruction de l'hôpital de Craon, en Anjou[4].
- 1427-1431 : fondation à Lille par Isabelle de Portugal, comtesse de Flandre, et à l’initiative de la confrérie de Saint-Jacques, d'un hôpital pour recevoir les pèlerins de Compostelle[5],[6].

## Publications
- Muhammad Ali Astarabadi (en), médecin persan, compose son commentaire sur le Petit Canon de la médecine (Qānūncha) de Jaghmini (en), épitomé du Canon d'Avicenne[7].
- Thibaud Louet rédige à Bologne un Traité de la peste (Tractatus de peste epidemiae) qui sera imprimé, en latin, dès le XVe siècle[8].

## Naissance
- Vers 1427 : Galeotto Marzio (mort vers 1497), médecin, astronome, poète, historien, philosophe et penseur scientifique italien[9].

## Décès
- Sigismond Albicus (né vers 1360), médecin, juriste et homme d’Église morave, professeur de médecine à Prague, docteur en droit à Padoue, médecin de Wenceslas IV, roi de Bohême, archevêque de Prague puis de Césarée, abbé de Wihrad, auteur d'une Praxis medica, d'un Regimen sanitatis et d'un Regimen pestilentiae imprimés en 1487[10].
- Galeazzo di Santa Sofia (en) (né à une date inconnue), professeur de médecine à Padoue et Bologne, appelé à Vienne pour y inaugurer l'enseignement de l'anatomie[11].
- Avant 1427 : Jean Pontii (né à une date inconnue), médecin de Géraud du Puy, évêque de Carcassonne[8].
- Vers 1427 : Enguerrand de Saint-Fuscien (né à une date inconnue), maître ès arts et en médecine à Paris, médecin du roi Charles VI[12].